# Pandolf III de Salerne
Pour les articles homonymes, voir Pandolf.
Pandolf III de Salerne ou de Teano (tué en juin 1052), noble lombard, prince usurpateur de Salerne du 2/3 juin au 10 juin 1052.

## Origines
Les origines précises de Pandolf III de Salerne demeurent inconnues. Deux possibilités ont été formulées. Il est traditionnellement considéré comme étant le fils de Pandolf VI de Teano  ou selon une hypothèse plus récente de Thierry Stasser, il est considéré comme le fils d'un prince Laidolf († avant 1046), lui-même fils putatif de Gisolf, l'un des fils cadets de Pandolf Tête de Fer.

## Usurpation
Dans les deux hypothèses, sa sœur, Gemma, devient la seconde épouse de Guaimar IV de Salerne. Pandolf et ses deux frères nommés Aténolf et Landolf, beaux-frères du prince, participent à une conjuration qui se termine le 2/3 juin 1052 par le meurtre de Guaimar IV sur le littoral près d'Amalfi et de son frère cadet Pandolf, seigneur de Capaccio, l'emprisonnement du prince héritier Gisolf, de ses sœurs, nièces et de sa tante. Seul Guy duc de Sorrente, autre frère de Guaimar IV, réussit à échapper aux meurtriers et à se réfugier chez les alliés normands de Guaimar à Aversa, pendant que Pandolf III se proclame prince de Salerne.
Guy, ses hommes et les Normands capturent les familles des usurpateurs et assiègent Salerne. Pandolf III négocie rapidement sa reddition et libère Gisolf qui est proclamé prince le 10 juin en contrepartie, il obtient de Guy l'assurance d'avoir la vie sauve ainsi que ses frères. Les Normands considèrent qu'ils ne sont pas engagés par le serment de Guy et, selon le chroniqueur Aimé du Mont-Cassin, ils massacrent les trois meurtriers ainsi que 36 personnes de leur suite autant que les coups de poignards donnés par les assassins à leur seigneur Guaimar IV.

## Sources
- Venance Grumel, Traité d'études byzantines, La Chronologie: Presses universitaires de France, Paris, 1958, « Princes Lombards de Salerne », p. 421.
- Jules Gay, L'Italie méridionale et l'Empire byzantin depuis l'avènement de Basile Ier jusqu'à la prise de Bari par les Normands (867-1071), Albert Fontemoing éditeur, Paris, 1904, p. 636.